# Selbstgesteuertes Lernen
Der Begriff Selbstgesteuertes Lernen (SGL) wird häufig synonym mit den Begriffen Selbstorganisiertes, Selbstreguliertes oder Selbstbestimmtes Lernen verwendet. Alle diese Begriffe bezeichnen die Anwendung der Prinzipien der Selbstregulierung, des Selbstmanagements und der Volition auf die Bereiche der pädagogischen Psychologie, der Schulpädagogik, der Erwachsenenbildung und der Berufspädagogik (Personalentwicklung).

## Merkmale
Die Merkmale eines selbstgesteuerten Lernens sind:
1. Eigenständige Zielsetzung
2. Selbstmotivation
3. Auswahl geeigneter Lernstrategien und Lerntaktiken
4. Überwindung von Problemen, zum Beispiel Lernhindernissen und Ablenkungen
5. Lernerfolgskontrolle.[2]

## Geschichte
Die Idee tauchte prinzipiell schon in der Frühen Neuzeit beim zwangsfreien Lernen von Johann Amos Comenius auf. Historisch frühe reformpädagogische Ansätze sind unter anderem von Hugo Gaudig (1922 Selbsttätigkeit des Schülers), Maria Montessori (selbsttätige Erziehung im frühen Kindesalter), Célestin Freinet (genossenschaftliche Klassenführung), Alexander Sutherland Neill und Paulo Freire (selbstgesteuertes Lernen durch alternative pädagogische Lernformen) geprägt worden. Carl Rogers (On Becoming a Person, 1961) entwickelte eine umfassende Bildungsphilosophie (ganzheitliches Menschenbild basierend auf selbstgesteuertem Lernen).
Zu den modernen Grundlagen des selbstgesteuerten Lernens gehört die Forschung von Albert Bandura seit Anfang der 1940er Jahre, insbesondere seine sozialkognitive Lerntheorie und seine Arbeiten zur Selbstregulation. Diese Arbeiten und Erkenntnisse haben dazu beigetragen, die Aufmerksamkeit der Fachwelt auf ein wichtiges Problem zu lenken: Bis Ende der 1970er Jahre war es üblich, den Lernerfolg auf individuelle Fähigkeiten wie zum Beispiel Intelligenz, Motorik, Gedächtnis oder das Lernumfeld zurückzuführen. Tatsächlich stellte sich aber heraus, dass viele Studierende trotz derartiger Eigenschaften keine überzeugenden Leistungen erbracht oder sogar versagt haben. In der Schulkritik von Klaus Holzkamp wird  deutschen Bildungsinstitutionen, insbesondere der Schule, vorgeworfen, in der verlangten  Entwicklung hin zu selbstbestimmtem Lernen noch Nachholbedarf zu haben, denn zu sehr werde das Individuum dort durch Stoffpläne, Lehrziele und Leistungsbewertungen zum weitgehend fremdbestimmten Lernen veranlasst oder gezwungen.
Als wesentlich wichtiger für den Lernerfolg erwiesen sich dagegen Kompetenzen der Selbstregulierung. Dazu gehören Fähigkeiten wie zum Beispiel Selbstmotivierung, vorausschauende Planung und Selbstbeurteilung (Feedback); außerdem waren besonders erfolgreiche Lernende in der Lage, ihr Lernumfeld sinnvoll zu gestalten und zielführende Lernstrategien anzuwenden. Nach ihrem Selbstbild waren sie autonom, kompetent und selbstbewusst. Ein aktuelles empirisches Forschungsprojekt zur Begabungs- und Hochbegabtenförderung in Deutschland kam ebenfalls zu dem Ergebnis, dass Selbststeuerung für den Schulerfolg wichtiger sei als Intelligenz. Aus diesen Forschungsergebnissen resultiert die Frage, wie Eltern und Pädagogen diese Fähigkeiten fördern können, und ob das im Rahmen staatlich-bürokratischer Schulsysteme überhaupt möglich ist.
Aktuell lassen sich die Konzepte innerhalb der konstruktivistischen Didaktik einordnen und gelten daher als didaktisch-methodisches Konzept. In der Erwachsenenbildung werden sie über praktische Werkstattübungen, Fallbeispiele und Seminareinheiten, zu denen auch die Teilnehmer im begrenzten Umfang als Experten beitragen, ohne eine pädagogische Ausbildung zu haben, für Umschüler oder für die innerbetriebliche Personalentwicklung relevant.

## Einteilung
Allgemein meint der Begriff des selbstbestimmten Lernens, dass lernende Kinder oder Erwachsene über die Ziele und Inhalte, über die Formen und Wege, Ergebnisse und Zeiten sowie die Orte ihres Lernens selbst entscheiden. Wenn Lernende bei vorgegebenen Inhalten und Zielen ihr eigenes Lernen selbst steuern und Entscheidungen über die Art und Weise ihrer Lernorganisation fällen, so spricht man besser vom selbstorganisierten Lernen als vom „selbstbestimmten Lernen“.
Derartige didaktische Konzepte mit dem Ansatz, Schülern und anderen Lernenden die Möglichkeit zu geben, schrittweise selbständiges und selbstverantwortliches Arbeiten einzuüben, erlauben den Lernenden, den Lernprozess vollständig oder teilweise selbst zu gestalten. Bei vollständiger Selbstbestimmung setzt sich der Lernende selbständig Lernziele und führt Lernaktivitäten durch, um die Lernziele zu erreichen. Welche Lernaktivitäten der Lernende wann, wo und in welcher Reihenfolge ausführt, bestimmt er selbst.
Geben die Schüler selbst den Unterricht für die anderen Teilnehmer oder legen Bildungsziele fest, so spricht man von Lernen durch Lehren. Die Selbststeuerung erfolgt hierbei allerdings in etwas engeren Grenzen. Der Stoff (also das Lernziel) ist in der Regel vorgegeben. Die Wege zum Lernziel können von den Teilnehmern hingegen weitgehend selbst organisiert werden. Häufig geschieht dies auf der Grundlage von Hinweisen des Lehrers in Bezug auf geeignete Verfahren zur Präsentation. Die Lernenden arbeiten somit nicht autodidaktisch, sondern erwerben eine begleitete Methodenkompetenz, bei generischer Sicht eine Informationskompetenz (vgl. in diesem Zusammenhang auch die Diskussion um „informelles Lernen“).
Noch weitergehende Ansätze, die eine Selbststeuerung des gesamten Schulbetriebes betreffen, sind als Demokratische Schule (z. B. Summerhill) bekannt (s. u.).

## Unterrichtsverfahren und -methoden
Konkrete Verfahren zum selbstgesteuerten Lernen aus dem Repertoire der Unterrichtsmethoden finden sich übergreifend im Schulbetrieb, bei Aus- und Fortbildung, im Fachstudium sowie der Erwachsenenbildung. Die Selbsterfahrungsanteile und Selbstbestimmungsanteile sind hier durchweg höher als bei rezeptiven Verfahren wie der Vorlesung, dem Frontalunterricht oder dem Lehrgang. Hierbei wird auch deutlich, dass die Diskussion von Lernkonzepten sich nicht auf Schüler beschränken (darf).
Selbstorganisiertes Lernen bietet dem Lehrer vielfältige Möglichkeiten, einen interessanten und abwechslungsreichen Unterricht zu gestalten. Diese Verfahren werden untergliedert in:
a) erarbeitende Verfahren:
- Stationenlernen → Schüler müssen in freier Zeiteinteilung, beliebiger Reihenfolge und Sozialform Wahl- und Pflichtaufgaben in Stationen bearbeiten
- Moderation → Gruppendiskussion unter Berücksichtigung aller Gruppenmitglieder
- Gruppenpuzzle → Schülergruppen bearbeiten Teilthemen eines Gesamtthemas und müssen danach in neuen Gruppen jeweils ihr Thema vorstellen
- Projektarbeit → Schüler bearbeiten ein gemeinsam ausgewähltes Thema über einen längeren Zeitraum

b) darstellende Verfahren:
- Präsentation → bearbeitete Themen werden vor der Klasse dargestellt
- Visualisierung → Veranschaulichung von abstrakten Themen
- Referat → Schüler stellen ein bearbeitetes Thema in einem Vortrag der Klasse vor (einzeln oder in kleinen Gruppen)
- Thesenpapier → knappe Zusammenfassung eines Themas (oft in Zusammenhang mit Referaten)
- Rollenspiel / Planspiel → komplexe Themen werden in vereinfachten Situationen nachgespielt

c) Verfahren zur Vertiefung:
- Sortieraufgaben → dienen der Überprüfung gelernter Inhalte für die anschließende Vertiefung
- Strukturierung → komplexe Themen werden in klarer Struktur vereinfacht wiedergegeben
- Domino → passende Fragen und Antworten müssen wie beim Dominospiel aneinandergelegt werden

d) Vernetzung von Inhalten:
- ganzheitlich Lernen (erweiterter Lernbegriff)
- entdeckendes Lernen / (Forschend-entwickelnder Unterricht)

e) Integrierende Methode:
- Lernen durch Lehren (LdL) → Kleine Schülergruppen bekommen die Aufgabe, einen Abschnitt des neuen Stoffes der ganzen Klasse zu vermitteln. Dabei werden alle unter a) bis d) genannten Verfahren integriert.

f) Instrumente für die Selbstorganisation:
- Zielplanung → um freie Lernphasen zu organisieren
- Lerntagebuch → für die Dokumentation des Lernprozesses
- Reflexionsmethoden → als Möglichkeit, den Lernprozess zu optimieren; fließen in neue Zielplanungen ein

Weitere Methoden und Ansätze sind BarCamp, Coaching, Evaluation, Freie Arbeit, Handlungsorientierter Unterricht, Kollegiale Fallberatung, Offener Unterricht/Offenes Lernen, Supervision, Szenariotechnik, Training, Workshop oder Zukunftswerkstatt.

## Spezielle Ausprägungen
Der Begriff des Selbstbestimmten Lernens mit seinen Differenzierungen nimmt gegenwärtig in den Diskursen der Schulpädagogik, der Erwachsenenbildung und der pädagogischen Psychologie einen großen Stellenwert ein. Entsprechend vielfältig sind die begrifflichen Definitionen von Autor zu Autor uneinheitlich.
Teile der Lehr-Lernmethoden oder auch Unterrichtstechniken des Göttinger Kataloges beinhalten verschiedene Formen selbstgesteuerten Lernens mit methodischer als auch didaktischer Abweichung vom klassischen Frontalunterricht:
- Allein oder in kleiner Gruppe:
  - Fernstudium (Funkkolleg, Telekolleg)
  - Arbeitsunterricht (Aufgaben bearbeiten. Varianten: Jena-Plan, Winnetka-Plan)
  - Lernprojekt
  - Fallmethode (Beurteilungsfall, Entscheidungsfall, Posteingangskorb-Aufgabe, …)
  - Lernkabinett
  - Lernnetzwerk
- Mit individueller Betreuung:
  - Famulatur
  - Tutorium
  - Disputation
- Individuell, als Kleingruppe oder im Klassenverband:
  - Lernausstellung
  - Erkundung (Exkursion, Ausflug, Museumsbesuch, …)
- Mit größeren Gruppen:
  - Lernen durch Lehren (Schüler unterrichten sich gegenseitig im Klassenverband)
  - Lernkonferenz
  - Werkstattseminar

Die vielfältigen Formen, in denen der Teilnehmer selbst methodische und didaktische Entscheidungen zur Wissensaneignung trifft, gliedern sich grob in drei Abstraktionsebenen:
1. Der Schüler/Teilnehmer durchdringt den Stoff alleine oder mit Kollegen, um ihn zu ordnen, das Lehrmaterial zu priorisieren und eine Entscheidung darüber zu treffen, was an welcher Stelle wichtig ist. Auf dieser Ebene findet noch rezeptives Lernen statt, d. h. eine Selbststeuerung ist noch nicht möglich. Von außen kommen Anregungen oder es findet Benchmarking statt.
2. Der Schüler/Teilnehmer überlegt sich einen geeigneten Zugang zum Stoff. Hierzu nutzt er entweder eigene Geschichten, Beispiele oder Zitate (vergl. „vom Bekannten zum Unbekannten“), diskutiert den Stoff mit anderen Lernenden um ihn zu begreifen oder nutzt vorgegebene bzw. im Internet aufgefundene Anknüpfungspunkte. Durch diesen Prozess wird das Verständnis bei aktiven Schülern/Teilnehmern stark vertieft. Schwache oder sozial ausgegrenzte Lernende verlieren hier allerdings schnell den Anschluss.
3. Der Schüler/Teilnehmer tritt z. T. aus der Kleingruppe oder dem Selbststudium heraus und vor die Gruppe, um dem Rest der Klasse bzw. den Kritikern sein bzw. das Thema oder die These seiner Kleingruppe zu vermitteln (Lernen durch Lehren). In der Regel wird an einer Stelle die Diskussion erwartet oder zugelassen, so dass sich ein Lehrgespräch bzw. eine Disputation ergibt.

## Notwendigkeit
Ein Grund für die Aktualität des selbstorganisierten bzw. selbstgesteuerten Lernens liegt im Wechsel der wissenschaftlichen Perspektive, weg vom Modell des behavioristischen Lernens hin zum kognitivistischen und konstruktivistischen Lernen, die die aktive Rolle der Lernenden betonen. Das Menschenbild des aktiven Wissensaneigners prägte bereits die Reformpädagogik und wird in seiner modernen Ausprägung (im Sinne eines operational geschlossenen Systems) durch zahlreiche neurowissenschaftliche Studien zu Lernfaktoren wie Aufmerksamkeit, Vorerfahrungen und Emotionen untermauert.
Um selbstorganisiertes Lernen zu fördern, sind selbstgesteuerte Lernprozesse zu initiieren, z. B. können Lernaufgaben, die in der Gruppe oder in Einzelarbeit gelöst werden, zu Lernaktivitäten anregen und damit Lernprozesse in Gang setzen.
Ein weiterer Grund liegt in der kurzen Halbwertszeit, die Wissen in vielen Teilen der heutigen Gesellschaft hat. So haben Braner und Lackmann (1993) herausgefunden, dass die Halbwertszeit von Wissen im Bankgewerbe ca. fünf Jahre beträgt, die von Wissen im EDV-Bereich lediglich zwei Jahre.
Die Entwicklungen im EDV-Bereich erzwingen dabei jedoch nicht nur ein ständiges Lernen, sondern ermöglichen dies auch durch die Entwicklung neuer Techniken. So erleichtert beispielsweise das Internet das selbständige Auffinden von Informationen. Auf elektronischen Speichermedien oder online angebotenen Lernprogramme ermöglichen dem Lernenden, jederzeit und ortsunabhängig zu lernen. Dadurch erfährt das E-Learning eine wachsende Bedeutung, welches wiederum häufig im Rahmen selbstgesteuerte Lernphasen zum Einsatz kommt (z. B. in Fernstudien, beim informellen Lernen oder in freien Lern- und Übungsphasen).
Nicht zuletzt wird die Förderung und Reflexion des selbstgesteuerten, eigenverantwortlichen oder selbstorganisierten Lernens in mehreren Länderverordnungen und -richtlinien zur Qualitätsentwicklung an Schulen gefordert, so z. B. in Baden-Württemberg, Bayern und Berlin.

## Leistungsbeurteilung
Bei der Notengebung des selbstorganisierten Lernens muss auf mehrere Faktoren Rücksicht genommen werden. Zum einen muss die Leistung im jeweiligen Fach objektiv festgestellt werden können, zum anderen ist es wichtig, dass nur das benotet wird, was auch gelernt werden kann. Hierbei muss man einige wichtige Faktoren berücksichtigen:
- Transparenz (Notenzusammensetzung muss dem Schüler ersichtlich sein)
- Chancengleichheit (Gleichberechtigung der Schüler)
- Individualität (Jeder Schüler wird individuell benotet)

Ein mögliches Instrument zur Leistungsfeststellung im selbstorganisierten Lernen stellt das pädagogische Portfolio dar.

## Individuelle Voraussetzungen
Um seinen Lernprozess erfolgreich zu organisieren, muss der Lerner über einige Fähigkeiten bzw. Kompetenzen verfügen. In Institutionen, in denen selbstorganisierte Lernprozesse gefordert und gefördert werden, wird daher das Einüben entsprechender Fähigkeiten  selbst zum Lerngegenstand.

### Kompetenzen
1. Sachkompetenz: Bestimmte fachliche Zusammenhänge müssen bekannt sein.
2. Sozialkompetenz: Fähigkeiten mit den Mitschülern zusammenarbeiten und kommunizieren zu können.
3. Methodenkompetenz: Fähigkeit, sich benötigte Informationen selbständig zu beschaffen.
4. Moralkompetenz: Jede Handlung muss auf ihre moralische Vertretbarkeit hin geprüft werden.
5. Kooperationskompetenz: siehe Sozialkompetenz.
6. Kommunikationskompetenz: siehe Sozialkompetenz.
7. Medienkompetenz: Die Fähigkeit den Umgang mit vielen verschiedenen Medien zu beherrschen. In den letzten Jahren aktuell geworden: Web 2.0

Nur wenn diese Kompetenzen vorhanden sind, kann der Lerner seine Lernstrategien verwenden. Zudem muss der Lerner über Reflexionsfähigkeit und Metakognition verfügen, damit er im Anschluss an seine Arbeit seinen Lernprozess auswerten und verbessern kann.

### Kognitive Aspekte
Um erfolgreich selbstorganisiert zu lernen, ist das Wissen um Lernstrategien erforderlich. Diese Strategien erleichtern es dem Lernenden, Wissen zu verstehen, zu speichern und wieder abzurufen.
Wiederholungsstrategien
Wiederholungsstrategien dienen dazu, Wissen, das erlernt werden soll, in wörtlicher Form im Arbeitsgedächtnis aktiv zu halten und so die Voraussetzung dafür zu schaffen, dass die Informationen in das Langzeitgedächtnis überführt werden können. Beispiele dafür sind Texte abschreiben und wiederholtes Aufsagen.
Elaborationsstrategien
Durch Elaboration soll versucht werden, bereits vorhandenes Vorwissen über einen Gegenstandsbereich zu aktivieren und neues Wissen mit diesem zu verknüpfen. Typische Elaborationsstrategien sind, sich Beispiele zu überlegen und Gelerntes mit eigenen Worten formulieren.
Organisationsstrategien
Diese sollen helfen, innerhalb eines neuen Wissensbereiches Ordnungsbeziehungen herauszuarbeiten, um sich so ein kohärentes Bild vom Thema aufzubauen. Organisationsstrategien sind beispielsweise, Zusammenfassungen von Texten zu schreiben oder Mindmaps zu einem Themenbereich zu erstellen.

## Einsatzgebiete

### Einsatz jenseits der Institutionen
Das Ideal des selbstbestimmten bzw. selbstgesteuerten Lernens verwirklicht sich am ehesten in Lebensbereichen, die außerhalb des Ausbildungs- und Arbeitsbereichs liegen. Der Lernende hat dort die Möglichkeit, über die Ziele und Inhalte, über die Formen und Wege, Ergebnisse und Zeiten sowie die Orte seines Lernens selbst zu entscheiden. Er kann sich entschließen, mit anderen zusammenzuarbeiten und seine Leistungen nach selbst gewählten Kriterien zu bewerten. Auch das Aufsuchen eines Lehrers zur Unterstützung der eigenen Lernprozesse würde zu diesem selbstbestimmten Lernprozess gehören.
Soweit bei Kindern und Jugendlichen das Lernen gänzlich ohne die Institution Schule erfolgt, bezeichnet man dies auch als Unschooling.
Vor allem in den skandinavischen Ländern sind seit mehr als 100 Jahren Studienzirkel (Study circles) als demokratische und beteiligungsorientierte Lernform weit verbreitet. Dort treffen sich Menschen und erarbeiten sich Wissen zu einem selbst gewählten Thema. Experten werden eingeladen und auch Moderatoren, die die Arbeit unterstützen. Einige Länder fördern diese Gruppen und diskutieren sie als „Dritte Säule“ neben schulischer und betrieblicher Bildung.

### Anwendung in der Schule
Vom selbstbestimmten Lernen kann in der Schule nur dann sinnvollerweise gesprochen werden, wenn die Schüler über relevante Entscheidungsbereiche, die ansonsten der Institution bzw. den Lehrern obliegen, (mit)bestimmen und entscheiden können. Beim selbstbestimmten Lernen bestimmen und verantworten die Schüler selbst, was für sie bedeutsam und wichtig ist.
In der Realität staatlicher Schulen scheinen nur Annäherungen an das oben beschriebene Ideal möglich zu sein. Beim Stationenlernen lernen die Schüler beispielsweise selbständig, selbstorganisiert und selbstgesteuert. Sie lernen nicht selbstbestimmt, da die zu bearbeitenden Aufgaben wesentlich vom Lehrer vorgegeben werden und auch die Entscheidung über die Organisationsform dieser Lernprozesse selten mit den Schülern gemeinsam getroffen wird. Der Wochenplanunterricht kann beides sein, je nach Grad der Offenheit, die der Lehrer gewährt. Allerdings gibt es beispielsweise im Sachunterricht der Grundschule Unterrichtskonzepte, bei denen die Kinder sich selbst für Themen entscheiden und nach geeigneten Materialien selbständig suchen (vgl. Bannach 2002).
Reformschulen wie die Laborschule Bielefeld oder die Helene-Lange-Schule in Wiesbaden und Unterrichtsversuche auch an „normalen“ Schulen belegen, dass erste Ansätze selbstbestimmten Lernens möglich sind.
Zu unterscheiden davon ist der offene Unterricht, in dem sich Kinder nicht nur „selbst für Themen entscheiden“, sondern der Unterricht ganz systematisch darauf ausgerichtet ist, die Themenfindung durch die Kinder selbst zu einem zentralen Element des Unterrichts werden zu lassen.
Bei der Freien Arbeit an selbst gewählten Themen wird demgegenüber mit der Selbstbestimmung insbesondere über die Inhalte und Ziele des Lernens ein politisch-pädagogischer Anspruch (Mündigkeit) didaktischen Handelns aufgegriffen.
Die Selbstbestimmung der Schüler über ihre Themen trägt einerseits zur Demokratisierung von schulischen Strukturen bei – Schüler bestimmen das schulische Curriculum mit – und ermöglicht andererseits den Schülern, Eigenverantwortung für ihr schulisches Lernen zu übernehmen und ihre Handlungsfähigkeit weiterzuentwickeln (vgl. Bannach 2002).
Offenes Lernen unterscheidet sich von selbstbestimmtem Lernen dadurch, dass nicht nur die Lernprozesse, sondern auch die sozialen Prozesse innerhalb der Lerngruppe von den Kindern demokratisch gestaltet sind und darüber hinaus auch noch die Interaktion mit der Lernumwelt (z. B. andere Klassen in der Schule, Einrichtungen und Gruppen außerhalb der Schule) in ihrer Hand liegt.
Eingehalten werden diese Prinzipien etwa in Freien Alternativschulen oder in Demokratischen Schulen. Bekannte Demokratische Schulen sind z. B. die Sudbury Valley School in den USA oder Summerhill in England.
Es gibt in Deutschland derzeit in verschiedenen Städten Versuche, Sudbury-Schulen zu gründen, was bisher teilweise am Widerstand der Schulbehörden gescheitert ist.

### Anwendung in der beruflichen Weiterbildung
Zunehmend sind Ansätze selbstgesteuerten Lernens auch in der beruflichen Weiterbildung zu finden. In Modellversuchen wurde schon seit Ende der 1990er Jahre dazu geforscht. Langsam ziehen diese Erfahrungen in die Bildungslandschaft ein.
Erste Träger beruflicher Bildung oder auch Volkshochschulen bieten in Selbstlernzentren individualisierte Weiterbildungen an, die keine feste Gruppengröße benötigen. Zudem finden die Konzepte Einzug in berufliche Weiterbildung und Umschulung.
Wenn die Qualität der Angebote gesichert wird, dann können diese Selbstlernzentren einen Teil der Infrastruktur für Lebenslanges Lernen darstellen, die bisher fehlt.

## Bereitschaft und Fähigkeit zu Selbstgesteuertem Lernen
Selbstgesteuertes Lernen ist im Kontext des Lebenslangen Lernens, besonders in informellen Lernkontexten, bedeutend als Informationsgewinnung geworden. Im Zuge einer verschärften Arbeitsmarktsituation wird Weiterbildung für den Einzelnen notwendig für die Beschäftigungsfähigkeit. Dabei wird diese Lernform von vielen gefordert, kann jedoch nicht von allen in gleichem Maße vorausgesetzt werden.
Es wird eine Selbstlernkompetenz verlangt, deren erfolgreiche Aneignung jedoch von vielen Faktoren wie der familialen Förderung, dem Alter und der Ausbildung abhängt. Von besonderer Wichtigkeit ist dabei die Metakognition. Eine ausgeprägte Fähigkeit, diese gezielt einzusetzen erleichtert viele Prozesse im Selbstgesteuerten Lernen. Jedoch belegen auch hier Studien, dass diese Fähigkeit nicht voraussetzungslos gefordert werden kann. Gerade einmal ein Drittel der Befragten in einer Studie von Kaiser und Kaiser wiesen eine ausgeprägte Kompetenz dazu auf, metakognitive Strategien bei schwierigen Denkanforderungen anzuwenden.
Bildungsbenachteiligte Bevölkerungsgruppen, sogenannte „Weiterbildungsdistanzierte“, können bei der Forderung nach Selbstgesteuertem Lernen weiter ins Bildungsabseits gedrängt werden. Sie sind nicht voraussetzungslos und ohne professionelle Unterstützung fähig dazu, ihr Lernen selbstgesteuert zu organisieren, um so am Lebenslangen Lernen teilhaben zu können. Es ist sogar mehr noch zu befürchten, dass bestehende Bildungsbenachteiligungen eher verschärft anstatt aufgehoben werden.

### Bücher
- Bund-Länder-Kommission für Bildungsplanung und Forschungsförderung (BLK) (2001): Lebenslanges Lernen. Programmbeschreibung und Darstellung der Länderprojekte. Bonn
- Martin Baethge; Volker Baethge-Kinsky (2004): Der ungleiche Kampf um das lebenslange Lernen. Münster: Waxmann.
- Michael Bannach: Selbstbestimmtes Lernen. Frei Arbeiten an selbstgewählten Themen. Schneider-Verlag, Baltmannsweiler 2002, ISBN 3-89676-525-6 (Grundlagen der Schulpädagogik, 41).
- Armin Beeler: Selbst ist der Schüler. Überlegungen und praktische Vorschläge zum Lernen lernen in der Primarschule. 4. veränderte Aufl. Klett & Balmer, Zug 1990, ISBN 3-264-83020-5.
- Manfred Bönsch (Hrsg.): Selbstgesteuertes Lernen in der Schule. Praxisbeispiele aus unterschiedlichen Schulformen. Westermann, Braunschweig 2006, ISBN 3-14-162080-6.
- Franz Deitering: Selbstgesteuertes Lernen (Schriftenreihe „Psychologie und innovatives Management“). 2. Aufl. Hogrefe, Göttingen 2001, ISBN 3-8017-0827-6.
- Maria Erhart: Selbstgesteuertes Lernen im Biologieunterricht. Entwicklung und Erprobung eines Methodenkonzepts zum Thema „Vögel“ für die 5. Jahrgangsstufe der Hauptschule mit dem Ziel der Förderung von Fach-, Methoden-, Sozial- und Selbstkompetenz. GCA-Verlag, Herdecke 2005, ISBN 3-89863-188-5.
- Michael Felten: Nur Lernbegleiter? Unsinn, Lehrer!: Lob der Unterrichtslenkung. Cornelsen Verlag, Berlin, ISBN 978-3-589-15847-8.
- Hermann J. Forneck, Ulla Klingovsky, Peter Kossack (Hrsg.): Selbstlernumgebungen. Zur Didaktik des selbstsorgenden Lernens und ihrer Praxis. Schneider Verlag Hohengehren, Baltmannsweiler 2005, ISBN 3-8340-0009-4.
- Eugen Füner: Ist die Schule noch zu retten? Ideen und Vorschläge für ein ganz anderes Bildungskonzept. Becker Verlag, Kirchhain 2006, ISBN 978-3-929480-08-5.
- Elisabeth Gierlinger-Czerny (Hrsg.): Auf dem Weg zur Selbstorganisation. Eine Ermutigung neue Unterrichtswege zu beschreiten. LIT-Verlag, Münster 2002, ISBN 3-8258-6179-1 (Didaktik; 7).
- Siegfried Greif, Hans-Jürgen Kurtz (Hrsg.): Handbuch Selbstorganisiertes Lernen. 2. Aufl. Verlag für angewandte Psychologie, Göttingen 1996, ISBN 3-8017-0837-3.
- Titus Guldimann: Eigenständiger Lernen. Durch metakognitive Bewusstheit und Erweiterung des kognitiven und metakognitiven Strategierepertoires. Haupt-Verlag, Bern 1996, ISBN 3-258-05432-0 (zugl. Dissertation, Universität Bern 1995).
- Thomas Häcker: Portfolio, ein Entwicklungsinstrument für selbstbestimmtes Lernen. Eine explorative Studie zur Arbeit mit Portfolios in der Sekundarstufe I. 2. überarb. Aufl. Schneider Verlag Hohengehren, Baltmannsweiler 2007, ISBN 978-3-8340-0255-6 (Schul- und Unterrichtsforschung; 3).
- Alfons Heuermann, Marita Krützkamp: Selbst-, Methoden- und Sozialkompetenz. Bausteine für die Sekundarstufe II. 2. Aufl. Cornelsen Scriptor Verlag, Berlin 2008, ISBN 978-3-589-21698-7.
- Robert Hilbe: Selbst organisiertes Lernen am Gymnasium: Eine Untersuchung interindividueller Unterschiede bei Schülerinnen und Schülern im Umgang mit der Lernerautonomie. Budrich Academic Press, Opladen 2022, ISBN 978-3-96665-026-7.
- Hermann Holstein: Schüler lernen selbständig. Situationen selbständigen Lernens im Schulunterricht. Ehrenwirth Verlag, München 1984, ISBN 3-431-02620-6.
- Klaus Holzkamp: Lernen. Subjektwissenschaftliche Grundlegung. Campus-Verlag, Frankfurt/M. 1995, ISBN 3-593-35317-2.
- Maiko Kahler (2014): Kinder organisieren eigene Lernwege. Cornelsen, ISBN 978-3-589-16291-8.
- Maiko Kahler (Hrsg.), Falko Peschel, Boris Pfeiffer: Selbstorganisiertes Lernen als Arbeitsform in der Grundschule: Situative Frischkost nach 40 Jahren Arbeitsblatt-Didaktik. Norderstedt, 2012, ISBN 978-3-8448-0847-6.
- Olivier Keller: Denn mein Leben ist Lernen. Arbor Verlag, Freiburg/B. 1999, ISBN 3-924195-44-7.
- Edmund Kösel: Die Modellierung von Lernwelten, Bd. 1: Theorie der Subjektiven Didaktik. Das Buch für selbstorganisiertes Lernen und Lehren. SD-Verlag, Bahlingen 2002, ISBN 3-8311-3224-0.
- Klaus Moegling (Hrsg.): Didaktik selbstständigen Lernens. Grundlegung und Modelle für die Sekundarstufen I und II. Klinkhardt-Verlag, Bad Heilbrunn 2004, ISBN 3-7815-1370-X.
- Wilhelm H. Peterßen: Kleines Methodenlexikon. 2. Aufl. Oldenbourg Verlag, München 2001, ISBN 3-486-03443-X.
- Rolf Robischon: „Lernen ist wie Netze spinnen“. Das Grundschularbeitsbuch. AOL-Verlag, Lichtenau 2002, ISBN 3-89111-330-7.
- Christiane Schiersmann (2006): Profile lebenslangen Lernens. Weiterbildungserfahrungen und Lernbereitschaft der Erwerbsbevölkerung. Bielefeld: Bertelsmann.
- Horst Siebert: Selbstgesteuertes Lernen und Lernberatung. Luchterhand Verlag, Neuwied 2001, ISBN 3-937210-55-5.
- Christoph Türcke: Lehrerdämmerung: Was die neue Lernkultur in den Schulen anrichtet. C.H. Beck, München 2016, ISBN 3-406-68882-9.
- Martin Wilke (Bearb.): Die Sudbury Valley School. Eine neue Sicht auf das Lernen. tologo verlag, Leipzig 2005, ISBN 3-9810444-0-1.
- Daniel Wrana: Das Subjekt schreiben. Reflexive Praktiken in der Weiterbildung; eine Diskursanalyse. Schneider Verlag Hohengehren, Baltmannsweiler 2006, ISBN 3-8340-0064-7 (zugl. Dissertation, Universität Giessen 2004).

### Aufsätze
- Arnim Kaiser (2003): Selbstlernkompetenz, Metakognition und Weiterbildung. In: Arnim Kaiser (Hrsg.): Selbstlernkompetenz. Metakognitive Grundlagen selbstregulierten Lernens und ihre praktische Umsetzung. München: Luchterhand, S. 11–34.
- Arnim Kaiser, Ruth Kaiser (2011): Lernerfolg durch Metakognition. In: Grundlagen der Weiterbildung (3), S. 14–17.
- Wilhelm Braner, J. Lackmann: Schlüsselqualifikationen, vom Beschäftigungssystem aus gesehen. In: Information zur Arbeit, Wirtschaft, Technik und vorberuflicher Bildung in der Schule, (1993), 12 (1), S. 17–20.
- Jean-Pol Martin: Lernen durch Lehren (LdL). In: Die Schulleitung. Zeitschrift für pädagogische Führung und Fortbildung in Bayern. Bd. 4 (2002), S. 3–9.
- Claire E. Weinstein, R. E. Mayer: The teaching of learning strategies. In: Merlin C. Wittrock (Hrsg.): Handbook of research on teaching. 3. Aufl. Macmillan, New York 1986, ISBN 0-02-900310-5, S. 315–327.
- Claire E. Weinstein, Jenefer Husman, Douglas R. Dierking: Self-regulation interventions with a focus on learning strategies. In: Monique Boekaerts, Paul Pintrich, Moshe Zeidner (Hrsg.): Handbook of self-regulation. Academic Press, San Diego 2000, ISBN 0-12-109890-7, S. 727–747.